# 6825 Irvine
6825 Irvine este un asteroid din centura principală de asteroizi.

## Descriere
6825 Irvine este un asteroid din centura principală de asteroizi. A fost descoperit pe 4 octombrie 1988 la Observatorul Kleť de Antonín Mrkos. Asteroidul prezintă o orbită caracterizată de o semiaxă mare de 2,17 ua, o excentricitate de 0,01 și o înclinație de 5,4° în raport cu ecliptica.